# Trent Garrett
Trent Garrett (Hampton, Virginia; 2 de marzo de 1984) es un actor y modelo estadounidense. Es conocido por interpretar a Asher Pike en All My Children, Donovan en la serie de FOX New Girl, Michael Corvin en la película Underworld: Blood Wars y Bowie en la serie de Disney Channel Andi Mack.

## Primeros años
Garrett nació Hampton, Virginia, pero creció en Yorktown, mientras estaba en la secundaria fue el pateador en el equipo de fútbol de Grafton High School. Su padre jugó para el equipo de futbol Hampton Crabbers.

## Carrera
En 2016, Garrett reemplazó a Scott Speedman en la película Underworld: Blood Wars quien apareció en las dos películas anteriores.
Desde 2017, interpreta a Bowie en la serie de Disney Channel Andi Mack. En enero de 2018, apareció en un episodio de la serie de comedia dramática de ABC Kevin (Probably) Saves The World.

## Vida personal
Garrett tiene un hijo de 2 años.

## Filmografía
| Cine       | Cine                             | Cine           | Cine                                          |
| Año        | Título                           | Rol            | Notas                                         |
| ---------- | -------------------------------- | -------------- | --------------------------------------------- |
| 2012       | Last Call                        | Ryan           |                                               |
| 2012       | Slightly Single in L.A.          | Jivers         |                                               |
| 2013       | Martial Science                  | Larry          |                                               |
| 2015       | Pocket Listing                   | Jason          |                                               |
| 2016       | Boost                            | Austin Banks   |                                               |
| 2016       | Underworld: Blood Wars           | Michael Corvin |                                               |
| 2017       | Loca                             | Redding        |                                               |
| 2017       | Interlude in Prague              | Ferdinand      |                                               |
| Televisión |                                  |                |                                               |
| Año        | Título                           | Rol            | Notas                                         |
| 2009       | 90210                            | Bru-Dog        | Episodio: «The Dionysian Debacle»             |
| 2010–11    | All My Children                  | Asher Pike     | 91 episodios                                  |
| 2012       | Make It or Break It              | Brad           | 2 episodios                                   |
| 2012       | Baby Daddy                       | Gene           | Episodio: «Something Borrowed, Something Ben» |
| 2012       | CSI: NY                          | Oliver Epps    | Episodio: «2,918 Miles»                       |
| 2016–18    | New Girl                         | Donovan        | 3 episodios                                   |
| 2017       | The Middle                       | Chester        | Episodio: «The Confirmation»                  |
| 2017       | Andi Mack                        | Bowie          | 12 episodios                                  |
| 2018       | Kevin (Probably) Saves the World | Charlie        | Episodio: «The Ugly Sleep»                    |
| 2018       | Here and Now                     | Randy          | Episodio: «Eleven Eleven»                     |
| 2018       | Splitting Up Together            | Wes            | 4 episodios                                   |
| Web        |                                  |                |                                               |
| Año        | Título                           | Rol            | Notas                                         |
| 2010       | Sweety                           | Charlie Mack   | 5 episodios                                   |